# 依赖性细小病毒属
依赖性细小病毒属（Dependoparvovirus）是细小病毒科细小病毒亚科下的一个属。根据巴尔的摩病毒分类系统，依赖性细小病毒属下的病毒属于II类病毒（单链DNA病毒）。依赖性细小病毒属下的部分病毒又因离开腺病毒、牛痘病毒等病毒之后难以在宿主细胞内复制而被归类为腺相关病毒（AAV）。依赖性细小病毒属下共有11个种。